# Acyloinová kondenzace
Acyloinová kondenzace je reduktivní kondenzace dvou esterů kovovým sodíkem za vzniku α-hydroxyketonu nazývaného též acyloin.
Reakce nejlépe probíhá, když R je alifatický a inertní zbytek. Při reakci se používá aprotické rozpouštědlo s vysokou teplotou varu (benzen, toluen). Použití protických rozpouštědel vede k Bouveaultově-Blancově redukci.
Při acyloinové kondenzaci diesterů, v závislosti na velikosti kruhu a sterických podmínkách, je upřednostňována intramolekulární cyklizace před mezimolekulovou polymerizací.